# Ze’enah u-Re’enah
Ze’enah ure’enah (hebräisch צְאֶנָה וּרְאֶינָה) ist eine gegen Ende des 16. Jahrhunderts erschienene altjiddische Paraphrase zur Tora, den fünf Megillot (die Bücher Hohes Lied, Rut, Klagelieder, Kohelet, Ester) und den Haftarot (zum Wochenabschnitt der Toralesung gehöriger Abschnitt aus den Neviim (Propheten)), verfasst von Jakob ben Isaak Aschkenasi aus Janów bei Lublin. Das Werk, benannt nach Schir ha-Schirim (Hoheslied) 3,11: Ze’enah ure’enah benot Zijjon („… kommt heraus und seht, ihr Töchter Zions …“), schöpft seine Erzählungen nicht nur aus den verschiedenen Midraschim, sondern auch aus Kommentaren, wie den „Toledot Jitzchaq“.

## Geschichte
Die nach drei verschollenen Drucken aus Krakau und Lublin erhaltene älteste Edition dieses jiddischen Erbauungsbuches kam laut des Titelblatts 1622 in Basel heraus, die verwendeten Drucktypen, Ornamente und Vignetten sprechen aber eindeutig dafür, dass der wahre Entstehungsort Hanau war. Das Werk erfreute sich großer Beliebtheit bei europäischen Juden, wobei es insbesondere Frauen lasen. Es erschienen über 200 Ausgaben in Europa, den Vereinigten Staaten und Israel. Die Editionen wurden ab dem 18. Jahrhundert verstärkt sowohl in sprachlicher als auch in inhaltlicher Hinsicht überarbeitet.
Weitere Werke von Jakob ben Isaak Aschkenasi:
- Sefer ha-Maggid
- Schoresch Ja’akov
- Meliz Joscher

## Ausgaben
Die Bibliographie Bet Eked Sepharim von Ch. B. Friedberg gibt 73 Ausgaben an. Darunter:
- Lublin (ohne Orts- und Jahresangabe)
- Krakau 1620
- Emanuel Benveniste, Amsterdam 1648

Übersetzung
- Zennah u-Reenah. Frauenbibel. Nach dem Jüdisch-Deutschen bearbeitet von Bertha Pappenheim. Bereschith. Erstes Buch Moses. Jüdischer Frauenbund, Frankfurt 1930.